# Pohgading (Winong)
Pohgading is een bestuurslaag in het regentschap Pati van de provincie Midden-Java, Indonesië. Pohgading telt 1570 inwoners (volkstelling 2010).